# کیریلوو (باشقیرستان)
کیریلوو (انگلیسی: Kirillovo, Republic of Bashkortostan) یک شهرک در شهرستان اوفیمسکی استان باشقیرستان کشور روسیه است.